# Пуэрта, Мариано
Мариано Рубен Пуэрта (исп. Mariano Ruben Puerta); родился 19 сентября 1978 года в Сан-Франсиско, Аргентина) — аргентинский теннисист; финалист одного турнира Большого шлема в одиночном разряде (Открытый чемпионат Франции-2005); победитель шести турниров ATP (три — в одиночном разряде); бывшая девятая ракетка мира в одиночном рейтинге; финалист одного юниорского турнира Большого шлема в одиночном разряде (Открытый чемпионат Франции-1995) и одного юниорского турнира Большого шлема в парном разряде (Уимблдон-1995).

## Общая информация
Мариано — старший из трёх детей Рубена и Марии Эмилии Пуэрта; его брата зовут Мауро, а сестру — Мария Паула.
Ныне Мариано женат — со своей супругой Соль он оформил отношения в с 2003-м году.
Пуэрта в теннисе с пяти лет. Любимое покрытие — грунт.

## Спортивная карьера
Первую победу на турнирах серии «челленджер» Пуэрта завоевал в июле в 1997 года в Кито. В ноябре того же года он дебютировал в ATP-туре, сыграв на турнире в Сантьяго, где он, начав с квалификации, вышел в четвертьфинал. В апреле 1998 года Мариано выиграл «челленджер» в Ницце. В мае он впервые попал в первую сотню мирового рейтинга. В июне аргентинец вышел в 1/4 финала турнира в Болонье и дебютировал на турнирах серии Большого шлема, сыграв на кортах Уимблдона. В июле Пуэрта вышел в полуфинале на турнире в Умаге, а в августе сыграл в дебютном финале АТП, выйдя в финал турнира в Сан-Марино, где проиграл Доминику Хрбаты. В октябре он смог выиграть и первый титул на турнире в итальянском Палермо. В финале Мариано обыграл своего соотечественника Франко Скиллари — 6-3, 6-2. До конца сезона 1998 года он ещё смог выйти в полуфинал в Мехико и четвертьфинал в Сантьяго, а также выиграл парный титул в Боготе. Сезон 1998 года он завершил на 39-м месте в рейтинге.
На дебютном Открытом чемпионате Австралии в 1999 году Пуэрта вышел во второй раунд. В феврале он сыграл в 1/4 финала в Мемфисе. В апреле Мариано дебютировал в составе сборной Аргентины в отборочных раундах Кубка Дэвиса. В мае он выиграл парный титул турнира в Мюнхене совместно с Даниэлем Орсаничем, а на кортах Ролан Гаррос продвинулся до стадии второго раунда. Ещё один парный трофей он завоевал летом на турнире в Умаге в альянсе с Хавьером Санчесом. На Открытом чемпионате США аргентинец закончил выступления во втором раунде.
В феврале 2000 года Пуэрта выходит в финал турнира в Мехико, где проигрывает Хуану Игнасио Чела. Через неделю он сыграл ещё один финал на турнире в Сантьяго, где также проиграл на этот раз № 6 в мире на тот момент Густаво Куэртену. Удачная серия продолжилась на турнире в Боготе, где аргентинец вышел в третий финал подряд. На этот раз ему сопутствовала удача и Мариано смог обыграть в борьбе за титул Юнеса эль-Айнауи со счётом 6-4, 7-6(5). До этого в полуфинале он взял реванш у теннисиста из первой десятки Густаво Куэртена. Это серия позволила Пуэрте войти в рейтинге в Топ-50. В апреле он вышел в полуфинал турнира в Касабланке, а в начале мая на Мальорке. На турнире серии Мастерс в Риме Пуэрта дошёл до четвертьфинала и обыграл на своем пути среди прочих № 3 в мире Евгения Кафельникова (6-4, 6-4). На Открытом чемпионате Франции аргентинец впервые прошёл в стадию третьего раунда. В июле он дважды сыграл в финалах на турнирах в Гштаде и Умаге. но в обоих случаях уступил своим соперникам. Хорошо сыграв на грунтовых турнирах, по итогам сезона 2000 года Пуэрта занял 21-е место в рейтинге.
В 2001 году результаты Пуэрты заметно ухудшились и он вылетел на четыре сезона из первой сотни. В июле 2002 года Мариано выиграл «челленджер» в Мантуе, а в сентябре в Бриндизи. Ещё один «челленджер» Пуэрта выигрывает в мае 2003 года в Экс-ан-Провансе, обыграв в финале молодого Рафаэля Надаля. С сентября 2003 года по июль 2004 года аргентинец отбыл дисквалификацию за употребление допинга. В августе 2004 года на «челленджере» в Самарканде Пуэрта выиграл первый трофей после возвращения на корт. До конца сезона он выиграл ещё три «челленджера» и успел подняться в рейтинге во вторую сотню.
В феврале 2005 года Пуэрта смог выйти в финал на турнире в Буэнос-Айресе, обыграв на своём пути среди прочих № 6 в мире Карлоса Мойю в 1/4 финала. В финале он встретился с ещё одни представителем Топ-10 Гастоном Гаудио и проиграл со счётом 4-6, 4-6. В том же месяце он смог выйти в полуфинал на турнире в Акапулько. В апреле Пуэрта добывает свой третий в карьере титул АТП. Произошло это на турнире в Касабланке, где в финале он победил Хуана Монако. Главного достижения в своей карьере Мариано добился в этом сезоне на Открытом чемпионате Франции. Ему удалось успешно пройти по турнирной сетке турнира Большого шлема и выйти в финал, где аргентинец проигрывает испанцу Рафаэлю Надалю 7-6, 3-6, 1-6, 5-7, для которого эта победа стала первой в карьере на Открытом чемпионате Франции.
| Стадия  | Соперник (посев)       | Рейтинг | Счёт                | Время матча |
| 1 раунд | Иван Любичич (13)      | 14      | 7-5 7-5 6-2         | 2 ч 15 мин  |
| 2 раунд | Кристоф Влиген (Q)     | 134     | 6-3 7-5 6-2         | 1 ч 55 мин  |
| 3 раунд | Станислас Вавринка (Q) | 87      | 1-6 6-3 6-1 6-4     | 2 ч 12 мин  |
| 4 раунд | Хосе Акасусо           | 62      | 6-4 6-1 6-1         | 1 ч 47 мин  |
| 1/4     | Гильермо Каньяс (9)    | 10      | 6-2 3-6 1-6 6-3 6-4 | 3 ч 35 мин  |
| 1/2     | Николай Давыденко (12) | 12      | 6-3 5-7 2-6 6-4 6-4 | 3 ч 29 мин  |
| Финал   | Рафаэль Надаль (4)     | 5       | 7-6(6) 3-6 1-6 5-7  | 3 ч 24 мин  |

После выступления на Ролан Гаррос Мариано поднялся на 11-е место в мировом рейтинге. В июле 2005 года он сыграл в 1/4 финала турнира в Амерсфорте. На турнире серии Мастерс в Монреале Пуэрта смог выйти в четвертьфинал и, благодаря этому, достиг пикового для себя 9-го места в рейтинге теннисистов. До конца сезона он ещё раз вышел в четвертьфинал на турнире в Бухаресте и полуфинал турнира в Хошимине. В самом конце сезона он принял участие в Итоговом турнире ATP, где выступил неудачно и проиграл все три матча в своей группе.
Использование допинга и дисквалификации
В 2003 году на турнире в Винья-дель-Маре допинг-проба дала положительный результат на Кленбутерол. Пуэрта был дисквалифицирован на девять месяцев и заплатил штраф в размере $5600. В 2005 году после успешного выступления на Открытом чемпионате Франции, где Мариано дошел до финала, в его крови были обнаружены следы стимулирующего вещества этилэфрина. В итоге в декабре того же года он был дисквалифицирован на 8 лет, что стало самым большим сроком в истории тенниса. Так же Пуэрта должен был вернуть все призовые деньги, заработанные на Открытом чемпионате Франции и на турнирах после него. Позже восьмилетний срок ему сократили до двух лет и в 2007 году он вернулся на корт, но особых успехов на корте не снискал. Он в основном выступал на турнирах серии «челленджер» и за три года выиграл один раз в Боготе. В 2009 году аргентинец завершил свою карьеру..

## Рейтинг на конец года
| Год  | Одиночный рейтинг | Парный рейтинг |
| 2009 | 311               | 1021           |
| 2008 | 195               | 514            |
| 2007 | 261               |                |
| 2005 | 56                | 480            |
| 2004 | 133               | 273            |
| 2003 | 118               | 352            |
| 2002 | 116               | 741            |
| 2001 | 254               | 712            |
| 2000 | 21                | 148            |
| 1999 | 101               | 112            |
| 1998 | 39                | 85             |
| 1997 | 141               | 134            |
| 1996 | 424               | 369            |
| 1995 | 764               |                |
| 1994 | 786               | 740            |

## Выступления на турнирах

### Финалы турниров Большого Шлема в одиночном разряде (1)

#### Поражения (1)
| №  | Год  | Турнир                     | Покрытие | Соперник в финале | Счёт               |
| 1. | 2005 | Открытый чемпионат Франции | Грунт    | Рафаэль Надаль    | 7-6(6) 3-6 1-6 5-7 |

### Финалы турнировATPв одиночном разряде (10)

#### Победы (3)
| Легенда                    |
| -------------------------- |
| Турниры Большого шлема (0) |
| Финал АТР-тура (0)         |
| ATP Мастерс 1000 (0)       |
| АТР 500 (0)                |
| АТР 250 (3+3)              |

| Титулы по покрытиям | Титулы по месту проведения матчей турнира |
| ------------------- | ----------------------------------------- |
| Хард (0)            | Зал (0)                                   |
| Грунт (3+3)         | Зал (0)                                   |
| Трава (0)           | Открытый воздух (3+3)                     |
| Ковёр (0)           | Открытый воздух (3+3)                     |

| №  | Дата            | Турнир              | Покрытие | Соперник в финале | Счёт       |
| 1. | 11 октября 1998 | Палермо, Италия     | Грунт    | Франко Скильяри   | 6-3 6-2    |
| 2. | 12 марта 2000   | Богота, Колумбия    | Грунт    | Юнес эль-Айнауи   | 6-4 7-6(5) |
| 3. | 10 апреля 2005  | Касабланка, Марокко | Грунт    | Хуан Монако       | 6-4 6-1    |

#### Поражения (7)
| №  | Дата            | Турнир                     | Покрытие | Соперник в финале | Счёт               |
| 1. | 16 августа 1998 | Сан-Марино                 | Грунт    | Доминик Хрбаты    | 2-6 5-7            |
| 2. | 27 февраля 2000 | Мехико, Мексика            | Грунт    | Хуан Игнасио Чела | 4-6 6-7(4)         |
| 3. | 5 марта 2000    | Сантьяго, Чили             | Грунт    | Густаво Куэртен   | 6-7(3) 3-6         |
| 4. | 16 июля 2000    | Гштад, Швейцария           | Грунт    | Алекс Корретха    | 1-6 3-6            |
| 5. | 23 июля 2000    | Умаг, Хорватия             | Грунт    | Марсело Риос      | 6-7 6-4 3-6        |
| 6. | 13 февраля 2005 | Буэнос-Айрес, Аргентина    | Грунт    | Гастон Гаудио     | 4-6 4-6            |
| 7. | 5 июня 2005     | Открытый чемпионат Франции | Грунт    | Рафаэль Надаль    | 7-6(6) 3-6 1-6 5-7 |

### Финалы турнировATPв парном разряде (3)

#### Победы (3)
| №  | Год            | Турнир           | Покрытие | Партнёр         | Соперники в финале                | Счёт        |
| 1. | 8 ноября 1998  | Богота, Колумбия | Грунт    | Диего дель Рио  | Габор Кёвеш Эрик Таино            | 6-7 6-3 6-2 |
| 2. | 2 мая 1999     | Мюнхен, Германия | Грунт    | Даниэль Орсанич | Массимо Бертолини Кристиан Бранди | 7-6 3-6 7-6 |
| 3. | 1 августа 1999 | Умаг, Хорватия   | Грунт    | Хавьер Санчес   | Массимо Бертолини Кристиан Бранди | 3-6 6-2 6-3 |

## История выступлений на турнирах
| Турнир                       | 1998  | 1999  | 2000  | 2001  | 2002  | 2003  | 2004  | 2005   | Итог   | В/П за карьеру |
| ---------------------------- | ----- | ----- | ----- | ----- | ----- | ----- | ----- | ------ | ------ | -------------- |
| Турниры Большого шлема       |       |       |       |       |       |       |       |        |        |                |
| Открытый чемпионат Австралии | -     | 2Р    | 1Р    | -     | -     | 1Р    | -     | -      | 0 / 3  | 1-3            |
| Открытый чемпионат Франции   | К     | 2Р    | 3Р    | 2Р    | 2Р    | 2Р    | -     | Ф      | 0 / 6  | 12-6           |
| Уимблдон                     | 1Р    | -     | -     | 1Р    | -     | 1Р    | -     | 1Р     | 0 / 4  | 0-4            |
| Открытый чемпионат США       | 1Р    | 2Р    | 1Р    | -     | -     | 1Р    | -     | 2Р     | 0 / 5  | 2-5            |
| Итог                         | 0 / 2 | 0 / 3 | 0 / 3 | 0 / 2 | 0 / 1 | 0 / 4 | 0 / 0 | 0 / 3  | 0 / 18 |                |
| В/П в сезоне                 | 0-2   | 3-3   | 2-3   | 1-2   | 1-1   | 1-4   | 0-0   | 6-1    |        | 14-16          |
| Итоговые турниры             |       |       |       |       |       |       |       |        |        |                |
| Финал мирового тура ATP      | -     | -     | -     | -     | -     | -     | -     | Группа | 0 / 1  | 0-3            |
| Турниры ATP Masters          |       |       |       |       |       |       |       |        |        |                |
| Индиан-Уэллc                 | -     | 1Р    | -     | -     | -     | -     | -     | -      | 0 / 1  | 0-1            |
| Майами                       | -     | 1Р    | -     | 1Р    | -     | -     | -     | -      | 0 / 2  | 0-2            |
| Монте-Карло                  | -     | 2Р    | -     | 1Р    | -     | -     | -     | 3Р     | 0 / 3  | 3-3            |
| Гамбург                      | -     | 3Р    | 3Р    | 1Р    | -     | -     | -     | 2Р     | 0 / 4  | 5-4            |
| Рим                          | -     | 1Р    | 1/4   | 1Р    | -     | -     | -     | -      | 0 / 3  | 3-3            |
| Торонто/Монреаль             | -     | -     | 1Р    | -     | -     | -     | -     | 1/4    | 0 / 2  | 3-2            |
| Цинциннати                   | -     | -     | 2Р    | -     | -     | -     | -     | 1Р     | 0 / 2  | 1-2            |
| Штутгарт/Мадрид              | -     | -     | 2Р    | -     | -     | -     | -     | 3Р     | 0 / 2  | 1-2            |
| Париж                        | -     | -     | 1Р    | -     | -     | -     | -     | 2Р     | 0 / 2  | 0-2            |
| Статистика за карьеру        |       |       |       |       |       |       |       |        |        |                |
| Проведено финалов            | 2     | 0     | 5     | 0     | 0     | 0     | 0     | 3      |        | 10             |
| Выиграно турниров            | 1     | 0     | 1     | 0     | 0     | 0     | 0     | 1      |        | 3              |
| В/П: всего                   | 21-12 | 17-26 | 40-21 | 4-13  | 2-4   | 5-14  | 0-1   | 37-26  |        | 128-118        |
| Σ % побед                    | 64 %  | 40 %  | 66 %  | 24 %  | 33 %  | 26 %  | 0 %   | 59 %   |        | 52 %           |

К — проигрыш в квалификационном турнире.